# Ernő Grünbaum
Ernő Grünbaum (født 29. marts 1908, Oradea i Østrig-Ungarn ; død 3. april 1945, Mauthausen koncentrationslejr) var en rumænsk-ungarsk maler, litograf og grafiker, hvis arbejde kan henføres til forskellige stilarter: art nouveau, ekspressionisme og kubisme.
Efter at have arbejdet på et læderværksted og i et snedkeri fik Grünbaum en uddannelse som bogtrykker.
1932 deltog han i stiftelsen af den ungarske billedkunstforening, (ung. 'Képzőművészeti Egyesület').
1933 var han med i ungdomsudstillingen i Nagyvárad, og i 1936 havde han en soloudstilling.
| - Værker af Ernő Grünbaum - Huse - Krigens rædsler A háború borzalmai - Rygende mand (1) Szivarozó férfi - Rygende mand (2) Szivarozó férfi - Jesus foran en synagoge - Ex Libris for dr. Arady - Landskab ved Baia Mare - Landskab med bakker - Mand med trillebør - Stilleben |